# Stratford (Ontario)
Stratford is een stad in Canada in het zuiden van de provincie Ontario. De stad is vernoemd naar het Engelse Stratford-upon-Avon, en ligt niet geheel toevallig aan de rivier de Avon. Stratford is vooral bekend van het Stratford festival, een cultureel festival van toneel (o.a. Shakespeare) en muziek. De stad is ook de zetel van het bestuur van Perth County.

## Geschiedenis
Het gebied rondom Stratford werd vanaf 1828 ontgonnen en bevolkt door immigranten uit Engeland, Ierland, Schotland en Duitsland die meestal een agrarisch bedrijf begonnen. In 1832 bouwde William Sargint een herberg, die hij Shakespeare Hotel noemde, wat als het begin van Stratford wordt beschouwd. De naam van de stad is te danken aan Thomas Mercer Jones van de Canada Company die ook de rivier die hier stroomt (aanvankelijk Little Thames geheten) omdoopte in de Avon. In 1854 mocht Stratford zich een dorp noemen. In 1856 kwam Stratford aan de nieuw aangelegde spoorlijnen van de Grand Trunk Railway en de Buffalo - Lake Huron Railway te liggen. In 1864 werkte Thomas Edison (toen 16 jaar) kortstondig in Stratford als telegrafist. Het dorp ging flink groeien nadat in 1871 de onderhoudswerkplaats van de Grand Trunk Railway werd geopend, die een grote behoefte aan arbeiders had. Stratford mocht zich in 1885 stad noemen, toen het inwonertal van 9000 was bereikt. In 1933 werd het leger ingezet om een staking (van voornamelijk meubelmakers) te breken. Dit lukte niet en was de laatste keer dat het leger voor dit doel in Canada werd ingezet. In 1953 werd het Stratford Shakesperean Festival voor het eerst gehouden in een theatertent. Vier jaar later kwam het Festival Theatre gereed. In 1964 sloot de locomotievenonderhoudswerkplaats. Stratford ontwikkelde zich tot een op toerisme, industrie en financiële- en andere dienstverlening gerichte stad.

## Locomotievenwerkplaats
Belangrijk voor de ontwikkeling van Stratford was de komst van de onderhoudswerkplaats van de Grand Trunk Railway. In 1871 begon in deze werkplaats het onderhoud aan stoomlocomotieven en goederenwagens. De werkplaats werd in 1889 uitgebreid. In 1909 werd een grote hal gebouwd die er nog steeds staat (maar al sinds 1964 niet meer gebruikt wordt). Het onderhoud aan de goederenwagens was toen al verhuisd naar London (Ontario). Tijdens de Eerste Wereldoorlog werden er naast het onderhoud van stoomlocomotieven ook granaten fabriceerd. In 1916 werd de werkplaats en omgeving zwaar beschadigd toen een wagon geladen met explosieven (voor de granatenproductie) ontplofte. In 1923 nam Canadian National de werkplaats over na het faillissement van de Grand Trunk Railway in 1920. Vanaf 1923 begon CN met de inzet van diesellocomotieven, wat uiteindelijk tot het einde van de werkplaats zou leiden. Tijdens de Tweede Wereldoorlog was er een grote behoefte aan stoomlocomotieven, zodat de werkplaats op volle toeren draaide. Men knapte zelfs locomotieven op die al ter zijde stonden voor sloop. In de jaren 1950 ging CN in rap tempo over op dieseltractie en voor de werkplaats in Stratford was hiervoor geen rol weggelegd. In 1958 werd de sluiting van de werkplaats aangekondigd. Locomotief nummer 6218 verliet in november 1963 als laatste gereviseerde loc de werkplaats, kort daarna sloot de werkplaats definitief haar deuren.

## Stratford Festival
Begin jaren 1950 kwam journalist Tom Patterson op het idee om in zijn woonplaats Stratford een Shakespeare festival te gaan houden (wat voor de hand ligt omdat de beroemde  toneelschrijver William Shakespeare in het Engelse Stratford-upon-Avon woonde). Het stadsbestuur gaf hem in 1952 een bescheiden subsidie van CAD 125, die hij gebruikte om in New York artistiek advies in te winnen. Op 31 oktober van dat jaar werd het Stratford Shakespearean Festival officieel opgericht. Hoewel het in mei 1953 even naar uitzag dat de hele onderneming zou mislukken, werd de eerste voorstelling, Richard III, op 13 juli dat jaar opgevoerd.

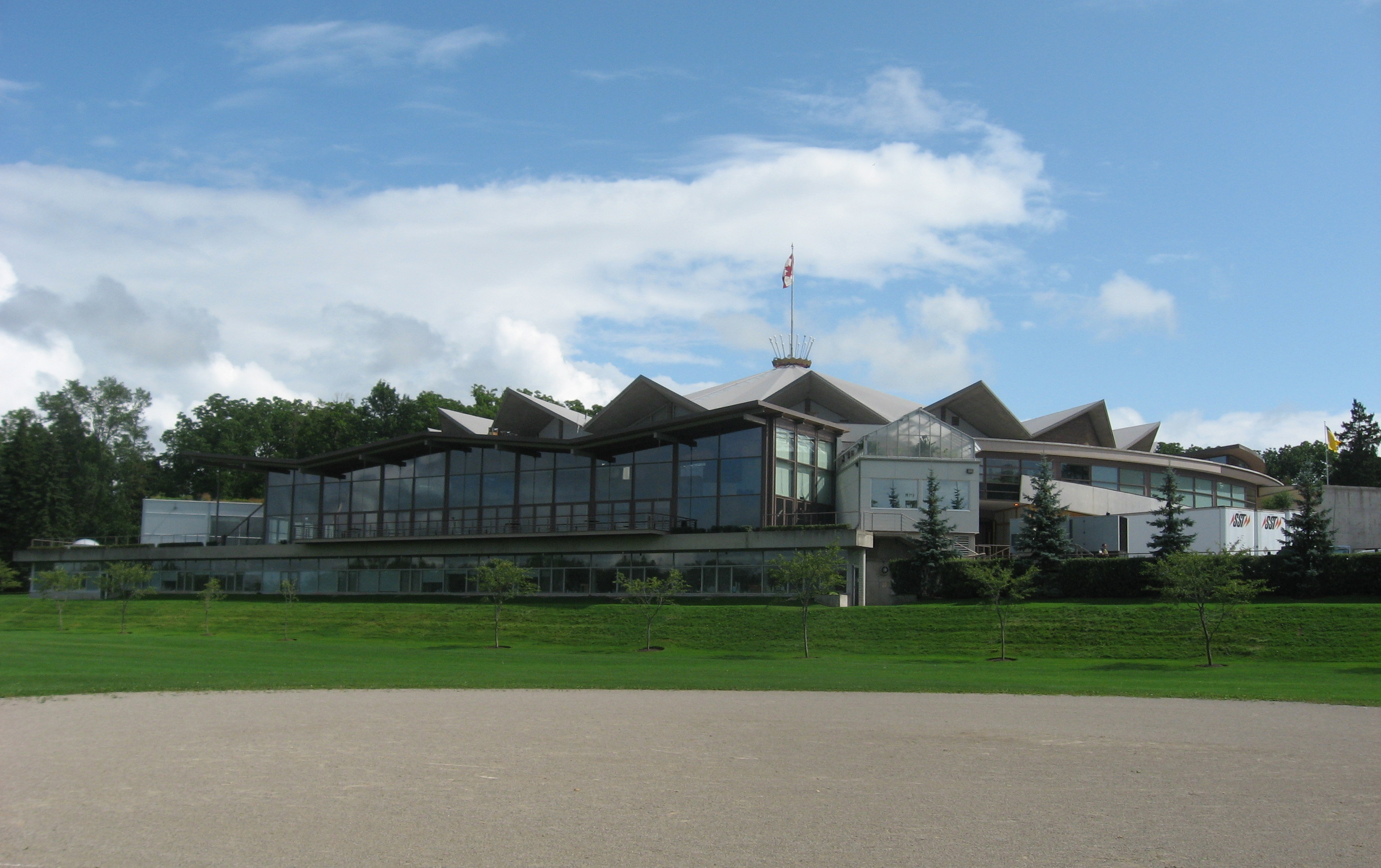
Het Festival Theatre

 De eerste vier seizoenen werd van een tent gebruik gemaakt. Op 30 juni 1957 werd het Festival Theatre geopend, een landmark in Stratford dat iets weg heeft van een tent. Het  jaar daarvoor werd ook het Avon Theatre gehuurd, wat in 1963 werd gekocht en vervolgens gerenoveerd. Het festival groeide, en daarom werd vanaf 1971 een derde theater gehuurd. Het werd in 1992 gekocht en omgedoopt in het Tom Patterson Theatre. Het vierde theater wat voor het festival wordt gebruikt is het Studio Theatre (sinds 2002) met 260 stoelen.
In het openingsseizoen begon men met 2 theaterproducties. Dit groeide uit tot 4 à 5 stuks begin jaren 1960. In de jaren 1970 waren er zo'n 10 producties per seizoen. De laatste jaren lopen er 12 tot 14 theaterproducties.
Aanvankelijk werden er alleen stukken van Shakespeare opgevoerd, maar het programma werd later uitgebreid met theatervormen van Griekse tragedies tot Broadway musicals en modern toneel. In het seizoen 2017 waren er van de 14 theaterproducties maar 3 werken van Shakespeare. De naam Shakespeare is daarom al enige tijd uit de naam van het festival verdwenen. Het Stratford Festival loopt van april tot en met oktober en trekt jaarlijks een half miljoen theaterliefhebbers, voornamelijk uit Canada, de Verenigde Staten en het Verenigd Koninkrijk.

## Prinses Juliana Kazerne
Tijdens de Tweede Wereldoorlog kreeg Nederland toestemming een Nederlands bataljon in Canada op te richten om het Nederlandse Legioen in Engeland te ondersteunen. De operatie werd in Ottawa opgezet en in november 1940 begon men met het werven van dienstplichtigen en vrijwilligers. Op 15 januari 1941 verhuisde men naar een voormalige meubelfabriek van McLagan in Stratford. Het gebouw werd al snel de Prinses Juliana Kazerne genoemd. In januari 1944 was het aantal rekruten opgelopen tot 1176 mannen, waarvan 35% afkomstig was uit Canada, de Nederlandse Antillen en Suriname, de andere Nederlanders kwamen uit Midden- en Zuid-Amerika. 
Het trainingskamp stond onder leiding van Luitenant-kolonel G.J. Sas, die later werd opgevolgd door generaal-majoor Th. Carp. De rekruten kregen hier een zesweekse opleiding, waarna ze voor verdere opleiding naar de Prinses Irene Brigade in Engeland werden gebracht.
Prinses Juliana bezocht de kazerne zes keer. 
Op 22 september 1942 werd de eenheid verhuisd naar een kleiner complex in Guelph, Ontario, waar de stookkosten aanzienlijk lager waren. Op 23 oktober 1943 werd dat kamp gesloten. De laatste trainingen werden in Engeland afgerond. Mannen die hun opleiding in Canada gehad hadden, waren te herkennen aan een esdoornblad-insigne, het nationale symbool van Canada. Ook Belgen kregen in Canada een opleiding; bij aankomst in Engeland kwamen zij bij het 2de Bataljon Belgische Fuseliers, en ook zij droegen het esdoornblad-insigne op hun linkermouw.

## Geboren en/of opgegroeid in Stratford
- Douglas Coleman (6 oktober 1931 – 16 april 2014), biochemicus en onderzoeker
- Richard Manuel (3 april 1943 – 4 maart 1986), pianist, rockzanger en songwriter die deel uitmaakte van The Band.
- Joe Dinicol (22 december 1983), acteur
- Shawn Roberts (2 april 1984), acteur
- Julia Wilkinson (12 juni 1987), zwemster
- Justin Bieber (1 maart 1994), zanger (geboren in London (Ontario))

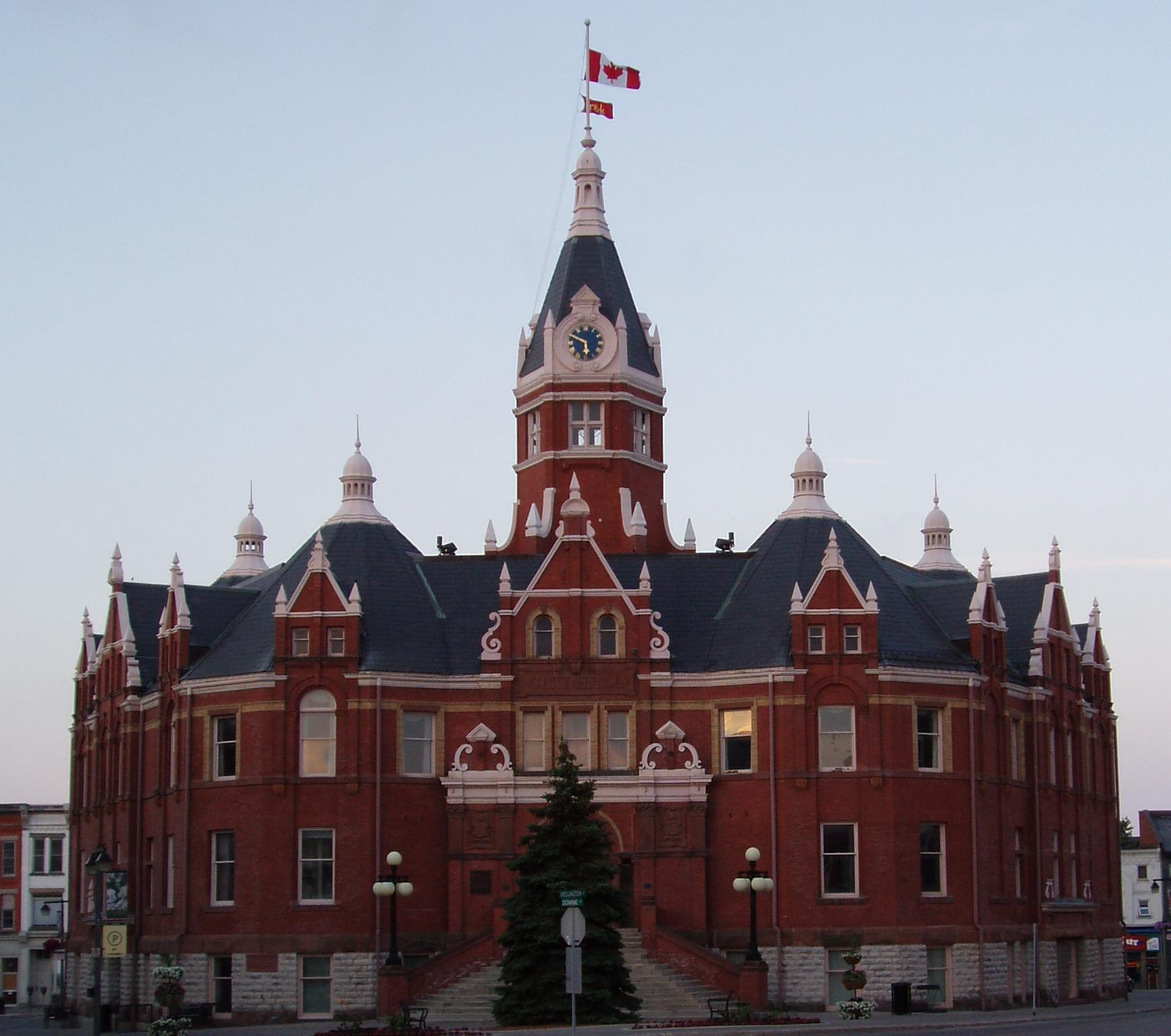
Raadhuis